# 미디어고블린
GNU 미디어고블린 (GNU MediaGoblin, 약칭 MediaGoblin 또는 GMG)는 다양한 형태의 디지털 미디어를 호스팅해 공유할 수 있는 자유 소프트웨어이다. 개발 목적은 플리커, 디비언트아트, 유튜브와 같은 주요 미디어 출판 서비스를 대체할만한 확장성있고 분산된 자유 소프트웨어 대안을 제공하는 것이다.

## 역사
GNU 미디어고블린은 2008년 당시 자유 소프트웨어 재단에서 인터넷 커뮤니티가 가야 할 길을 논의하기 위해 모임에서 제한적이고 중앙집중적인 구조는 기술적으로나 윤리적으로 의심스러우며 인터넷의 전형적인 공정성과 가용성을 해칠 수 있다는 것이다는 결론을 내렸다. 그 이후로 미디어고블린과 Identi.ca, Libre.fm, 디아스포라 등 여러 프로젝트가 대안으로 등장했다.
미디어고블린 프로젝트는 계속해서 활발하게 개발되고 있다.

## 디자인 및 기능
미디어고블린은 GNU의 일부로 코드는 자유-오픈 소스 소프트웨어 원칙에 따라 GNU 아페로 일반 공중 사용 허가서로 배포되며,  다른 요소(예: 디자인, 로고)들은 퍼블릭 도메인으로 배포되고 있다  핵심 개발자인 Christine Lemmer-Webber는 "Gobbling"의 발음을 흉내 내는 "MediaGoblin"이라는 이름을 생각해냈다.
미디어고블린은 다양한 형태의 미디어를 지원하고 있다.
- 버전 0.3.1부터 일반 텍스트( ASCII 아트 ), 이미지( PNG 및 JPEG )에 대한 지원이 포함되었다.
- HTML5 기능은 WebM 형식에 포함된 비디오 및 오디오를 재생하는 데 널리 사용되는 반면 FLAC, WAV 및 MP3 업로드는 자동으로 Vorbis 오디오 형식으로 변환된 다음 WebM으로 인코딩된다.[12]
- HTML5 Canvas, Thingiview, WebGL 및 Blender를 통해 구현된 3D 모델 지원(미리보기 및 렌더링)은 2012년 10월 22일에 추가되었다.[13][14]

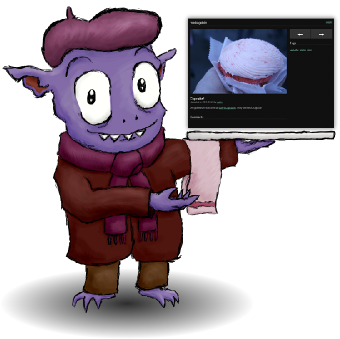
미디어고블린의 마스코트, 가브로슈.

프로젝트 마스코트는 예술가 의상과 유사한 옷을 입은 가브로슈라는 보라색 고블린이다.

## 같이 보기
- 피어튜브
- 플루미
- 크리에이티브 커먼즈
- 자유 문화 운동
- GNU AGPL로 배포되는 소프트웨어 목록
- 컴퓨팅 마스코트 목록